# Sé de Braga

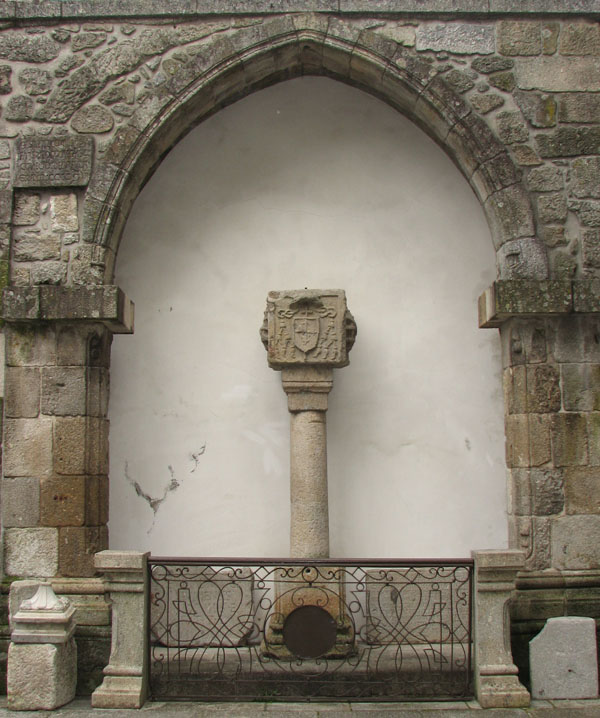
Sé de Braga: pelourinho de Braga.

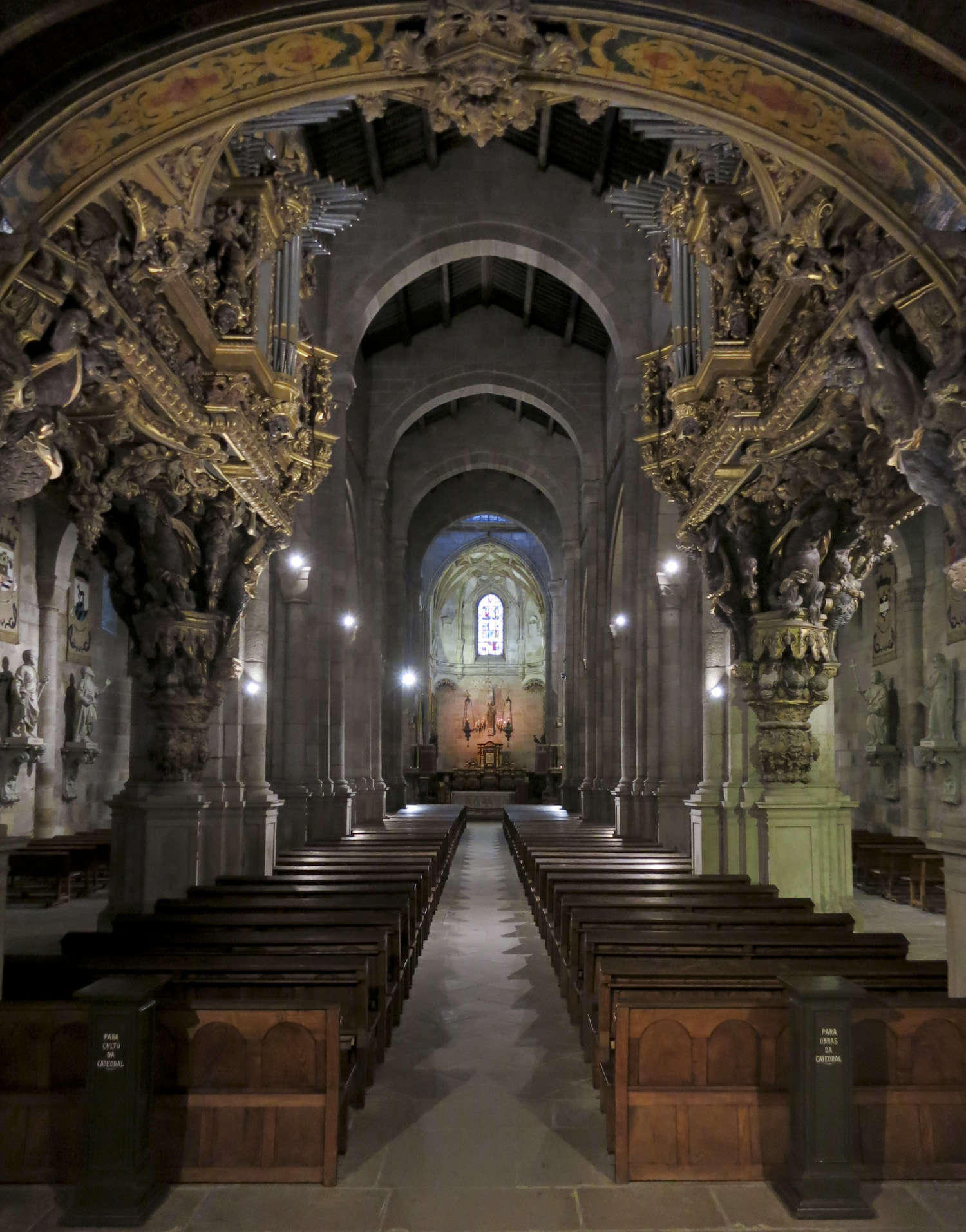
Interior da Sé de Braga.

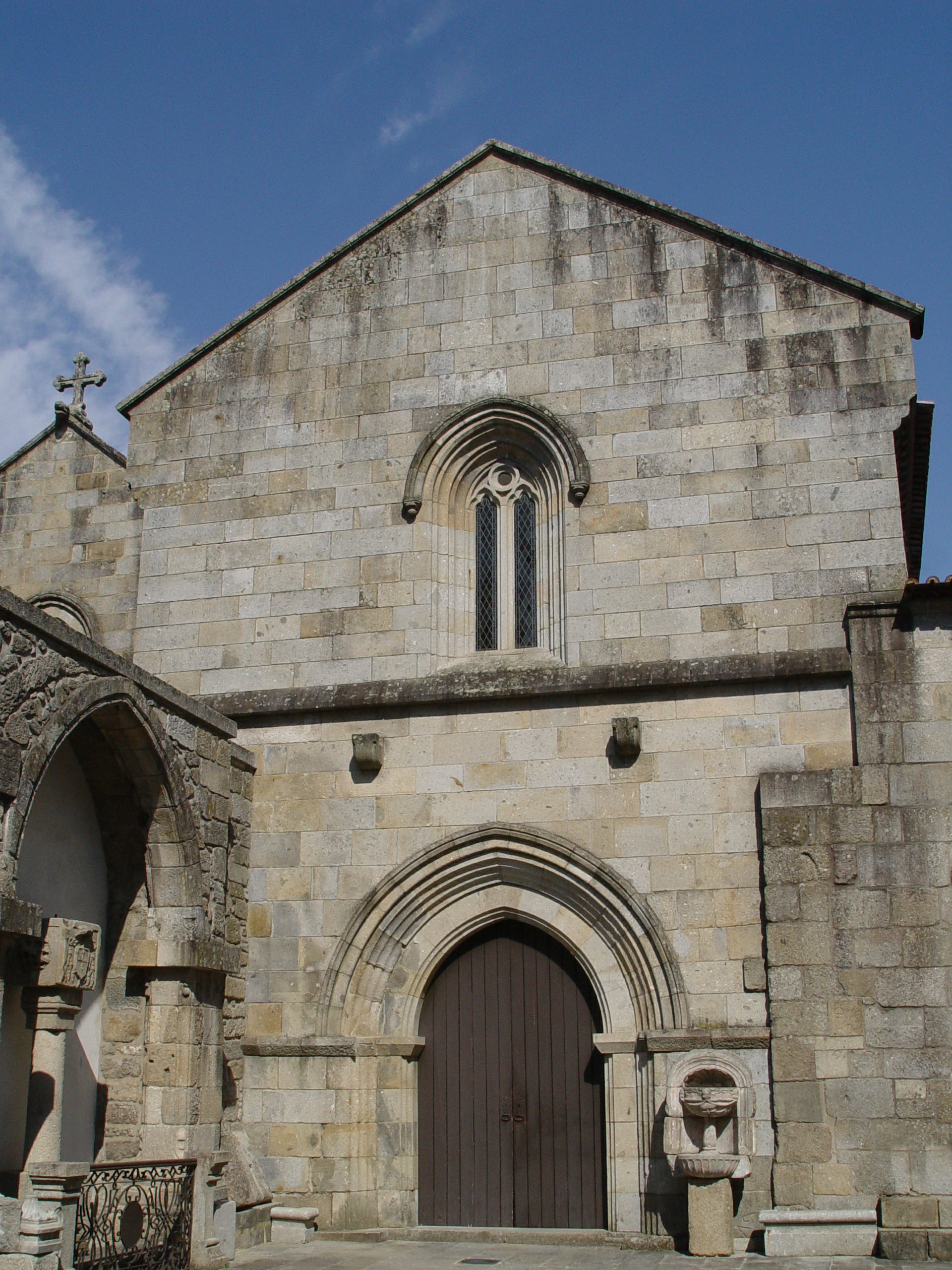
Sé de Braga: Capela de São Geraldo.

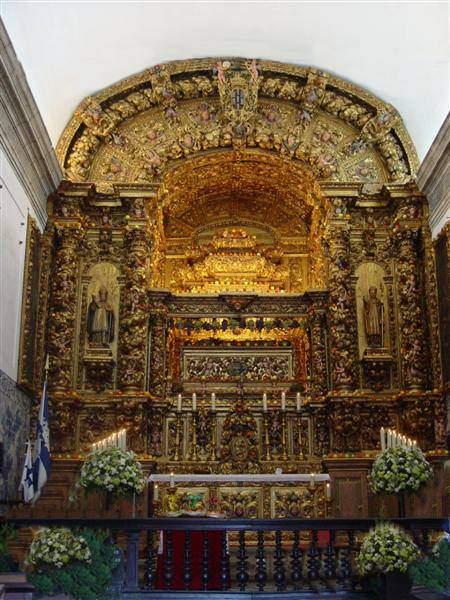
Sé de Braga: Capela de São Geraldo.

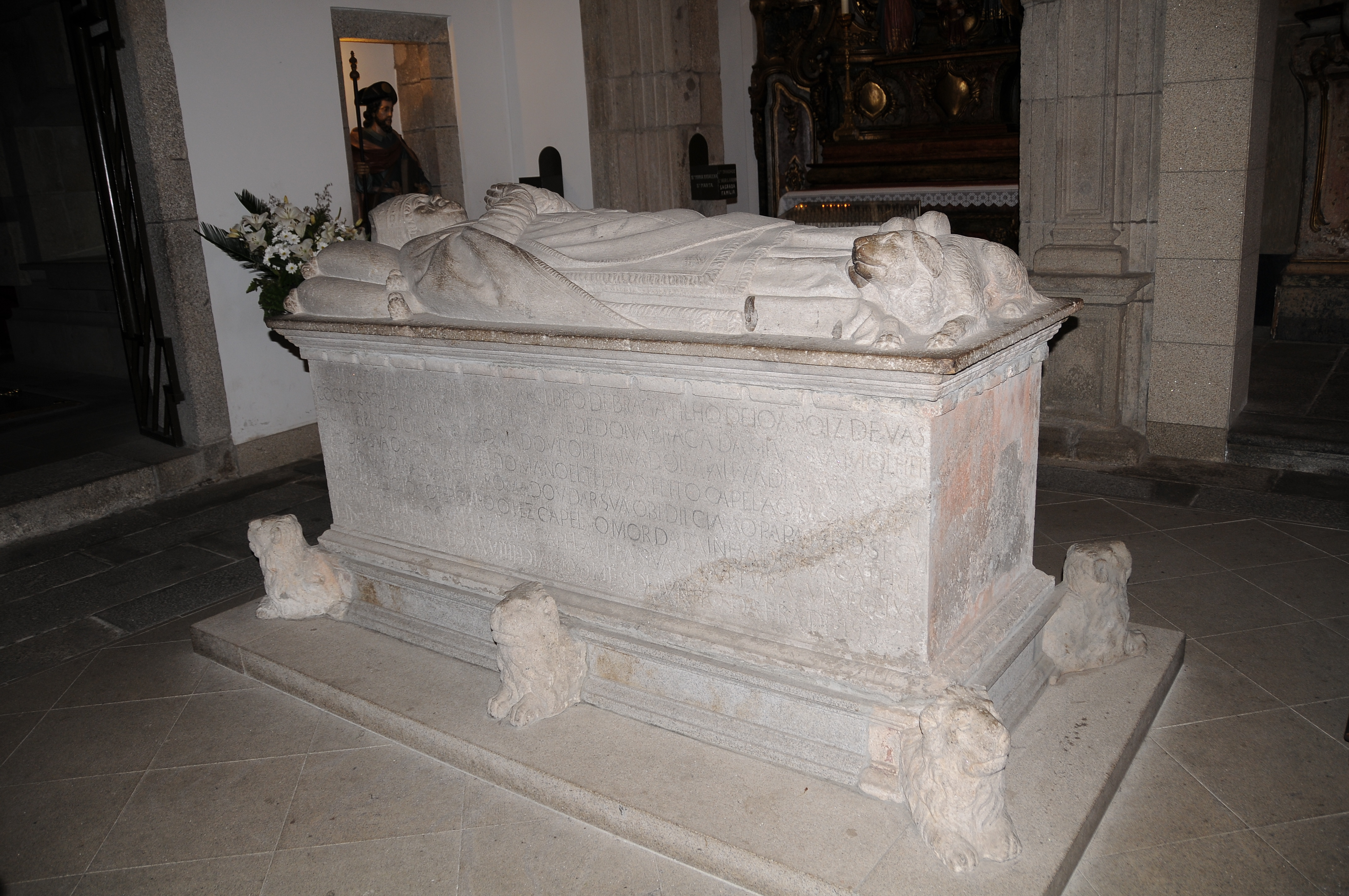
Sé de Braga: túmulo de D. Diogo de Sousa.

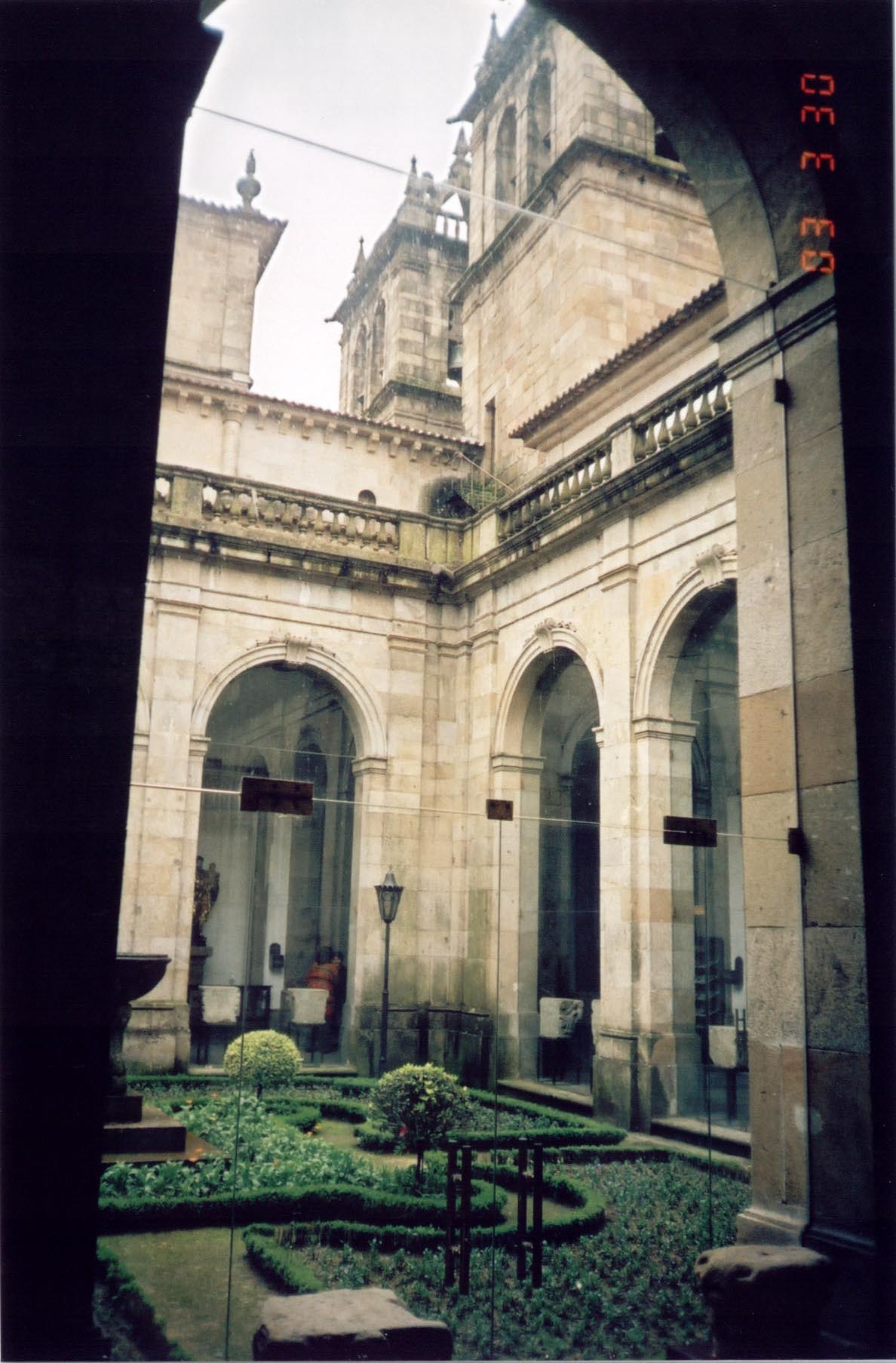
Sé de Braga: claustro.

A Sé de Braga, ou Catedral de Braga, localiza-se na freguesia da Braga (Maximinos, Sé e Cividade), cidade e município de Braga, distrito do mesmo nome, em Portugal.
Constitui-se na sede do bispado fundado, segundo a tradição, por São Tiago Maior que aqui terá deixado como primeiro bispo o seu discípulo, São Pedro de Rates. Devido a essa origem apostólica é considerada como Sacrossanta Basílica Primacial da Península Ibérica, e o seu Arcebispo, Primaz das Espanhas. Possui liturgia própria, a liturgia bracarense.
Considerada como um centro de irradiação episcopal e um dos mais importantes templos do românico no país, aqui se encontram os túmulos de Henrique de Borgonha, conde de Portucale e sua esposa, Teresa de Leão, pais de D. Afonso Henriques.
A Sé de Braga encontra-se classificada como Monumento Nacional desde 1910.
É um dos monumentos mais visitados do norte do país, sendo que em 2022 recebeu 149.462 entradas.

## História
Assenta sobre as fundações de um  antigo mercado ou templo romano dedicado a Ísis, conforme testemunha uma pedra votiva na parede leste, e os muros de uma posterior basílica paleocristã.
A sua história melhor documentada remonta à obra do primeiro bispo, D. Pedro de Braga, e corresponde à restauração da Sé episcopal em 1070, de que se conservam poucos vestígios.
Em 1128 foi iniciado um edifício de cinco capelas na cabeceira, por iniciativa do arcebispo D. Paio Mendes, parcialmente destruído pelo terramoto de 1135. Respeitando os cânones arquitectónicos dos Beneditinos clunicenses, os trabalhos foram dirigidos por Nuno Paio.
Em 1268 as obras ainda não estavam concluídas. O edifício continuou a ser modificado com algumas intervenções artísticas, sendo particularmente significativa a galilé, mandada construir, na fachada, por D. Jorge da Costa nos primeiros anos do século XVI e que viria a ser concluída por D. Diogo de Sousa. Este último mandou fazer as grades que agora a fecham, tendo ainda alterado o pórtico principal, (destruindo duas das suas arquivoltas) e mandado executar a abside e a capela-mor, obra de João de Castilho datada do início do século XVI. A abóbada de Sé de Braga está documentada como a primeira abóbada de combados (nervuras curvas entre chaves) construída em Portugal, por João de Castilho.
Em 1688 destacou-se a campanha de obras promovida pelo arcebispo D. Rodrigo de Moura Teles, que modificou toda a frontaria ao gosto barroco, mandando executar também o zimbório que ilumina o cruzeiro.
Nas dependências da antiga casa do Cabido, mandada construir no início do século XVIII, pelo arcebispo D. Rodrigo de Moura Teles encontra-se atualmente o Tesouro-Museu da Sé de Braga.
No século XX foi colocado junto aos claustros o túmulo da taumaturga, religiosa e estigmatizada, Irmã Maria Estrela Divina, centro de grande devoção popular.
Ficou célebre o seu espólio de Relíquias sagradas,de onde se destaca o pedaço de um Manto da Virgem Santa Maria, na Capela das Relíquias.
Aí estão arcas que contêm os ossos de muitos Santos,e é legendária a dita Arca Sagrada, cujo conteúdo será notável, e saía em procissão no passado, em dias de solenes festas.
Encontra-se classificada como Monumento Nacional desde 1910.

## Características

### Templo principal

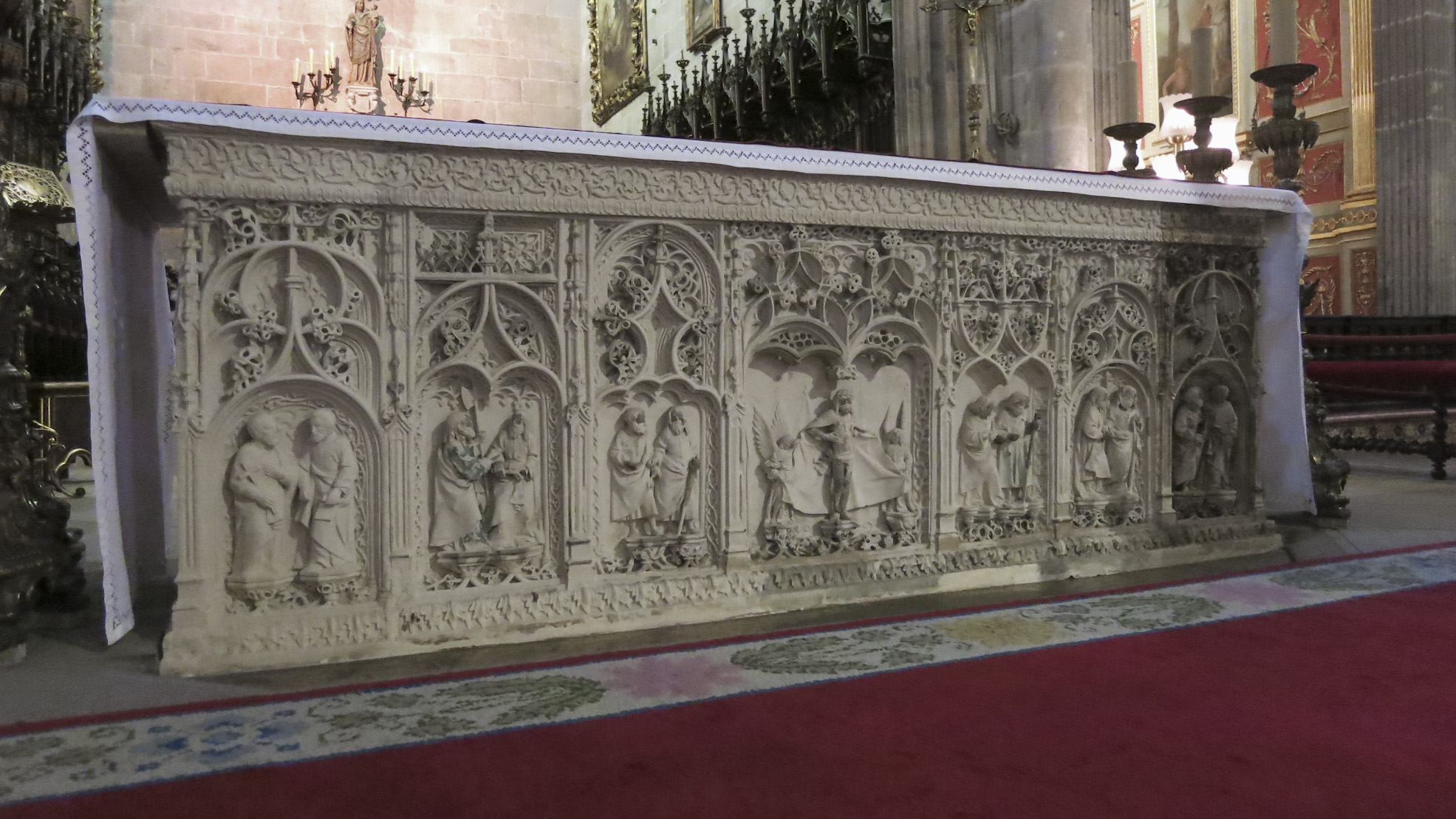
Frontal do altar-mor, de Machim

O templo românico apresentava a fachada neste estilo, ladeada por duas torres sineiras onde se abre o portal principal.
O interior é constituído por três naves, com seis tramos e cobertura de madeira, transepto desenvolvido e uma cabeceira com a abside rodeada por dois absidíolos.
Os elementos básicos desta traça ainda hoje se conservam com excepção da cabeceira.
O seu altar é dedicado à Virgem Maria.
O essencial da escultura românica da Sé sobreviveu até hoje, estando concentrada nos portais (principal e lateral sul, a chamada "Porta do Sol") e nos capitéis do corpo do templo. O frontal do altar-mor, em estilo gótico flamejante, é um fragmento do retábulo inicial da autoria de Mestre Machim (c. 1510).
A igreja possui dois órgãos de tubos: o órgão do lado do Evangelho (1737) e o órgão do da Epístola (1739), obras de Simãos Fontanes e decorados em talha da autoria de Marceliano de Araújo.
É também notável o túmulo do Infante D. Afonso, filho de João I de Portugal, de estilo e proveniência Flamenga; e a pia baptismal gótico-manuelina.

### Capela de São Geraldo
A primitiva capela, da qual apenas resta a estrutura das paredes, foi mandada erguer pelo arcebispo Geraldo de Moissac, sob a invocação de São Nicolau.
Em 1418-1467 o arcebispo D. Fernando da Guerra, após Geraldo de Moissac ter sido considerado santo, dedicou a Capela a este antigo arcebispo de Braga, e os restos do santo sepultados no retábulo principal.
A capela é decorada em talha barroca; os azulejos são atribuídos ao pintor António de Oliveira Bernardes.
No chão encontra-se a sepultura de D. Rodrigo de Moura Teles.

### Capela dos Reis
A exemplo da construção do Mosteiro de Santa Maria da Vitória da Batalha, em cumprimento a um voto de agradecimento pela vitória das armas portuguesas na Batalha de Aljubarrota feito por João I de Portugal, esta capela foi erguida em cumprimento a voto semelhante, feito pelo então arcebispo de Braga, D. Lourenço Vicente, presente à mesma batalha, em honra da Virgem.
Em estilo gótico, aqui se encontram os túmulos dos pais de D. Afonso Henriques, Henrique de Borgonha, conde de Portucale, e sua esposa, Teresa de Leão, e o de D. Lourenço Vicente.

### Capela de Nossa Senhora da Glória
Erguida por iniciativa do arcebispo D. Gonçalo Pereira para seu monumento funerário.
Em 17 de novembro de 1331, o Papa João XXII através da bula "Marita tuae devotionis", concedeu a D. Gonçalo Pereira autorização para gastar 6000 florins de ouro, das rendas da mesa arquiepiscopal, na dotação da capela que planeava construir.
O arcebispo está sepultado num túmulo gótico, semelhante ao da Rainha Santa Isabel, em Coimbra, obra de dois escultores: os mestres Pero e Telo Garcia.

### Capela de Nossa Senhora da Piedade
Erguida por iniciativa do arcebispo D. Diogo de Sousa em 1513, aqui se encontra o seu túmulo, classificado como Monumento Nacional.

### Igreja da Misericórdia de Braga
Templo incluído no conjunto da Sé de Braga.

### Claustro
O atual claustro foi construído no século XIX em substituição a um anterior, gótico, e que já no século XVIII ameaçava ruína.
Aqui se encontra em nossos dias a sepultura da Irmã Maria Estrela Divina, religiosa terciária estigmatizada, que faleceu em odor de santidade.
Existe um outro claustro anexo mais antigo, chamado de Claustro dos Reis, uma vez que aqui se encontram sepultados os reis Suevos, segundo uma antiquíssima tradição.

### Carrilhão
O primeiro carrilhão da Sé foi inaugurado no século XVII. Ao longo dos séculos, os Arcebispos de Braga acrescentaram novos sinos, tornando-o num dos maiores do país.
Em 1996 nele foram substituídos 23 sinos. Os sinos apeados ao longo dos séculos da Sé e das igrejas de Braga estão reunidos no Tesouro-Museu da Sé de Braga, que contabiliza mais de 200 destas peças.

## Cronologia
- Século XI - Construção de uma igreja episcopal sob a iniciativa do bispo D. Pedro (1070-1091), sobre os restos de um grande edifício romano e outro da Alta Idade Média;
- 1089 - Sagração da mesma por Bernardo de Sedirac, arcebispo de Toledo;
- 1096 / 1108 - construção da capela de S. Geraldo;
- 1118 / 1137 - início da reconstrução da Sé sob a iniciativa do arcebispo D. Paio Mendes;
- 1135 - Derrocada das torres por acção de terramoto;
- 1210 - D. Sancho I legou à Sé 2 mil morabitinos;
- 1212 / 1228 - Reparações na sacristia e claustro e reconstrução da capela de S. Geraldo;
- 1326 / 1348 - D. Gonçalo Pereira manda construir a capela tumular, conhecida como capela da Glória, junto à de S. Geraldo, bem como pintar o coro;
- 1374 - D. Lourenço Vicente manda construir, junto da parede norte da Sé, no local onde estavam sepultados os condes D. Henrique e D. Teresa, uma capela, a capela dos reis;
- Século XV - Data do túmulo do infante D. Afonso de Portugal, filho de D. João I;
- 1416 / 1467 - D. Fernando da Guerra dotou e restaurou a Biblioteca, bem como a capela de S. Geraldo;
- 1486 / 1501 - Construção da galilé;
- 1505 / 1532 - O arcebispo D. Diogo de Sousa procede a melhoramentos no portal axial, retirando-lhe 2 arcadas e o mainel; reconstrução da capela-mor, sob desenho de João de Castilho; construção de retábulo em pedra de ançã; restauro das torres; reconstrução do claustro; restauro da capela de S. Geraldo;
- 1513 - Construção da capela de Jesus da Misericórdia (N.ª Sra. da Piedade);
- Século XVII, finais - Construção da sacristia grande;
- 1704 / 1728 - Reforma ordenada por D. Rodrigo de Moura Teles; remodelação das capelas laterais; remodelação da capela de S. Geraldo; aplicação de talha dourada; execução de janelas para maior entrada de luz; execução de um zimbório no cruzeiro e uma cúpula junto ao coro-alto; reforma das duas torres da fachada;
- 1721 - Transferência das grades da capela-mor para a galilé;
- 1737 - Data do cadeiral;
- 1737 / 1738 - Construção dos órgãos por Frei Simon Fontanes com a colaboração de Marceliano de Araújo;
- 1755 - Terramoto provoca fendas nas torres;
- 1758 / 1789 - obras no claustro; destruição do retábulo da capela-mor;
- 1930 - Criação do Museu de Arte Sacra.